# Epimedium
- Commons
- Wikispecies

Epimedium também conhecida como Erva-do-bode-excitado é um gênero botânico da família Berberidaceae.

## Sinonímia
- Aceranthus C. Morren et Decne.

## Espécies
| Epimedium acuminatum Epimedium alpinum Epimedium diphyllum Epimedium grandiflorum Epimedium leptorrhizum Epimedium perralderianum | Epimedium pinnatum Epimedium pubigerum Epimedium sagittatum Epimedium sempervirens Epimedium setosum Epimedium sutchuenense |

- Lista completa

## Classificação do gênero
| Sistema | Classificação                      | Referência               |
| ------- | ---------------------------------- | ------------------------ |
| Linné   | Classe Tetrandria, ordem Monogynia | Species plantarum (1753) |